# IIe siècle av. J.-C. en science
IIIe siècle av. J.-C. en science - IIe siècle av. J.-C. - Ier siècle av. J.-C. en science
Chronologie de la science
Cet article concerne les événements concernant les sciences et les techniques qui se sont déroulés durant le IIe siècle av. J.-C.

## Événements
- Vers 200-150 av. J.-C. : Bolos de Mendès organise l’alchimie[1], qui vise à transformer les métaux communs en or et en argent par divers procédés comme la teinture, l’application d’un vernis, la production d’alliages[2].
- Vers 180 av. J.-C. : à Pergame on installe une conduite d'eau sous pression dans des tuyaux métalliques[3].
- 159 av. J.-C. : apparition des clepsydres (horloges à eau) à Rome, introduites pendant la censure de Scipion Nasica[4].
- Vers 150 av. J.-C. : description du carré de Polybe, une technique de chiffrement par substitution[5].
- Vers 147-127 av. J.-C. : activité de l’astronome grec Hipparque (Nicée, vers 190 av. J.-C., Rhodes vers 120 av. J.-C.)[6]. Il perfectionne les instruments de mesure astrale et notamment un dioptre et un astrolabe, et invente la première méthode de détermination des longitudes ; il améliore le système géocentrique en perfectionnant la théorie des excentriques et des épicycles. Il dresse dans son observatoire de Rhodes une carte du ciel où il catalogue plus de 800 étoiles fixes et détermine avec précision (moins de 1° d'erreur) leur position, les classe en six grandeurs de luminosité, par ordre décroissant. En comparant ses résultats avec ceux des Chaldéens, il découvre la précession des équinoxes. Il calcule avec une précision notable l’obliquité de l’écliptique, la durée de l’année solaire et établit également, au moyen de la parallaxe, la distance Terre-Lune à 380 000 km (distance moyenne réelle 384 399,1 km), et mesure précisément la révolution de la Lune. Il pose les fondements de la trigonométrie en instaurant la division du cercle en 360 degrés divisés en minutes et secondes.

- Vers 140 av. J.-C. : après la chute de Carthage, le Dictionnaire d'agriculture du carthaginois Magon en 28 volumes est traduit en latin par Decimus Silanus[7].